# La Marseillaise 1984
De 5e editie van de La Marseillaise werd gehouden op 7 februari 1984 in Frankrijk. De wielerwedstrijd ging over 128 kilometer en werd gewonnen door de Belg Eddy Planckaert gevolgd door Gilbert Glaus en Pascal Jules.

## Uitslag
| La Marseillaise 1984 |                 |             |          |
| Plaats               | Naam            | Ploeg       | Tijd     |
| Winnaar              | Eddy Planckaert | Panasonic   | 3u30'10" |
| 2                    | Gilbert Glaus   | Cilo-Aufina | z.t.     |
| 3                    | Pascal Jules    | Renault-Elf | z.t.     |
| 4                    | Bruno Wojtinek  | Renault-Elf | z.t.     |
| 5                    | Yvan Frebert    | Renault-Elf | z.t.     |

1980 · 1981 · 1982 · 1983 · 1984 · 1985 · 1986 · 1987 · 1988 · 1989 · 1990 · 1991 · 1992 · 1993 · 1994 · 1995 · 1996 · 1997 · 1998 · 1999 · 2000 · 2001 · 2002 · 2003 · 2004 · 2005 · 2006 · 2007 · 2008 · 2009 · 2010 · 2011 · 2012 · 2013 · 2014 · 2015 · 2016 · 2017 · 2018 · 2019 · 2020 · 2021 · 2022 · 2023 · 2024 · 2025